# Ausobskya
Ausobskya – rodzaj kosarzy z podrzędu Laniatores i rodziny Phalangodidae liczący 4 gatunki

## Występowanie
Wszystkie gatunki są endemiczne dla Grecji.

## Systematyka
Opisano zaledwie 4 gatunki należące do tego rodzaju:
- Ausobskya athos Martens, 1972
- Ausobskya brevipes Thaler, 1996
- Ausobskya hauseri Čilhavý, 1976
- Ausobskya mahnerti Čilhavý, 1976